# Sandman (Vertigo)

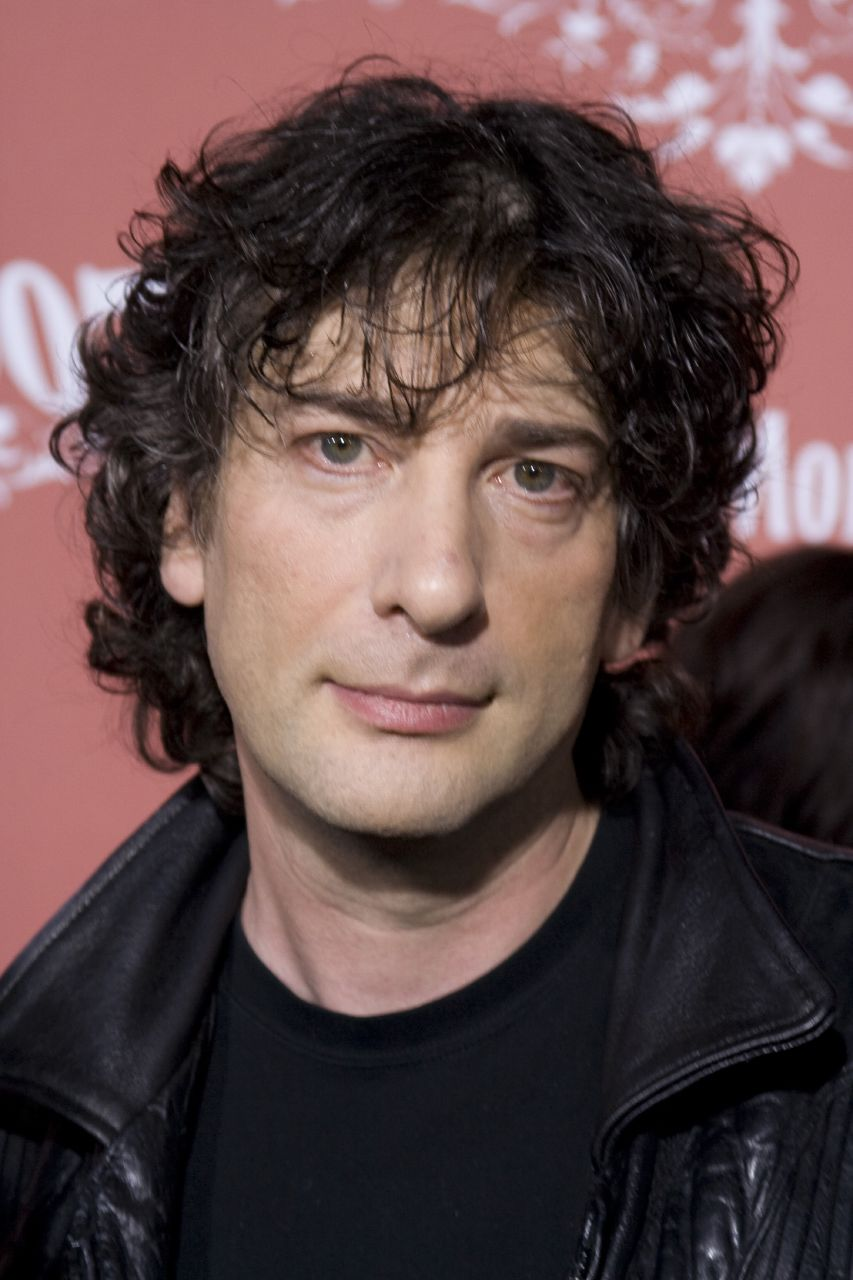
Neil Gaiman, autor komiksu

Sandman je americká komiksová série scenáristy a spisovatele Neila Gaimana, kterou vydává vydavatelství Vertigo, součást vydavatelství DC Comics. Původní série vycházela od roku 1989 do roku 1996. Hlavní postava - Sandman (Sen, Morfeus,…) - mnohé příběhy spíše jen spojuje, než by byl hlavním hrdinou. Komiks samotný se od ostatní americké produkce výrazně liší např. poměrně pasivní rolí hlavního hrdiny, který většinou jenom „dělá svou práci“ a chová se proti zaběhnutým klišé většiny komiksů.
V roce 2019 objednala společnost Netflix seriál The Sandman, který je adaptací komiksové série. Vyšel v roce 2022. 

## Věční
Sandman patří do rodiny Věčných (Endless), kteří se tu (podle mytologie tohoto komiksu) objevili na počátku věků, ještě, než si lidé stvořili bohy, a budou tu až do jejich konce. Zajímavostí je, že jména všech Věčných začínají v angličtině na „D“, což je do češtiny téměř nepřeložitelné - proto v českém překladu tato jazyková hříčka nefunguje.

### Osud
Postava Osud (Destiny) byla původně vytvořena v jiných komiksech DC - poprvé se objevila, spolu s dalšími postavami, posléze převzatými Gaimanem, v titulu Weird Mystery Tales, dokonce se objevila i na obálce jednoho dílu titulu Superman .
Osud je nejstarší z Věčných, protože aspekt Osudu se objevil okamžitě při vzniku Vesmíru. Je zobrazován jako starý muž v kápi, vypadá trochu jako mnich, kápě mu zakrývá oči, protože je slepý. K zápěstí má připoutanou Knihu, kde je popsán osud celého Vesmíru - přesto tato kniha neobsahuje všechny informace. Často vidí sám sebe, i několikrát.
Jeho říše je plná labyrintů.

### Smrt

Vedžat

Postava Smrt (Death) je vytvořená pro komiks Sandman a vymyká se běžným personifikacím smrti - místo běžné černé postavy s kosou je Smrt mladá, atraktivní žena. Podle Gaimana  je stvořena podle reálné postavy, Dringenbergovy známé Cinnamon.
Smrt většinou nosí černé, moderní oblečení, s Anchem na krku a s okem nalíčeným jako Vedžat (viz obrázek vpravo). Sen se několikrát v komiksu zmiňuje, že ze všech Věčných je mu Smrt nejbližší. O její říši se bojí mluvit i ostatní Věční. Každých sto let prožije jeden den jako člověk, aby poznala co lidem bere a okusila hořkou chuť smrtelnosti.

### Sen
Sen (Dream), někdy také Sandman nebo Morfeus, je hlavní postavou seriálu. Když Gaiman před vznikem seriálu navrhl v DC znovuoživení "původní" série Sandman ze 70. let, odpověď byla "Chtěli bychom nového Sandmana. Jméno může zůstat, ale zbytek je na tobě."  Sandman byl tedy "znovuvytvořen" podle Gaimanovy představy "muže, mladého, bledého a nahého, uvězněného v malé cele, čekajícího, až jeho věznitelé odejdou .... velmi hubený, s dlouhými černými vlasy a zvláštníma očima".
Sen vypadá různě, podle toho, kdo se na něj dívá - většinou vypadá tak, jak je popsán výše, ale např. Afričan ho uvidí s černou kůží, kočka ho zase uvidí jako kočku. Ze všech vznešených, možná kromě Osudu, dbá nejvíce na své povinnosti - a někdy na to doplácí. Jeho říše je obrovská a v komiksu hraje zásadní roli. Hodně z jeho obyvatel jsou ve skutečnosti postavy, převzaté z jiných komiksových sérií - např. Kain a Ábel (původně samozřejmě z biblického příběhu, v "sandmanovské" podobě se ale objeví už v House of Mystery) nebo Eve (ze série Secrets of Sinister House).
Sen se dá také vnímat jako vznešená postava klasické řecké tragédie. 

### Zkáza
Zkáza (Destruction) bývá zobrazován jako vysoký svalnatý muž s dlouhým plnovousem. Má mluvícího psa Barnabáše, kterého ale na dobu neurčitou pujčil své sestře Delirii. Libuje si v kreativních činnostech, jako psaní básní nebo malba (často bývá zobrazován u malířského plátna) a zřejmě i z těchto důvodů svůj úřad opustil.
Od té doby aspekt zkázy ze světa nezmizel, jen není pod kontrolou. Je na místě klást si otázku, zda je Zkáza nadále zkázou, když svůj úřad opustil. V knihách na něj jeho sourozenci často vzpomínají jako na "Marnotratného bratra".

### Touha
Není jasné, jestli je Touha (Desire) žena nebo muž. Říká se, že Touha se prostě s prostou jednopohlavností nespokojí a tak je zobrazována jako oboupohlavní bytost. Touha vrhá dva stíny, jeden je nestálý a částečně průhledný, druhý je rovný a strohý. Má "dvojče" Zoufalství, ale přesto je Touha pokládána za starší z těchto dvou aspektů. 
Touha nikdy není majetkem, ale vždycky vlastníkem, kůži má bledou jako kouř, oči ostré jako žluté víno: "Touha je všechno, co jste kdy chtěli. Bez ohledu na to, kdo jste a co děláte. Všechno." 
Žije ve své vlastní říši, která se jmenuje "Práh" a tato říše má podobu obrovské sochy zosobňující Touhu samotnou. Avšak touha žije v této obrovské soše pouze v jejím srdci - srdce je i jejím znakem. V její říši neustále zapadá slunce.

### Zoufalství
Zoufalství (Despair) bývá zobrazováno jako velká tlustá ošklivá nahá žena. Nosí prstýnek s háčkem, který si zarývá do masa. Háček je zároveň symbolem její moci. Kůži má studenou a vlhkou, její oči mají barvu oblohy za šedých a deštivých nocí, které ze světa vysávají barvu a smysl; její hlas není o moc víc než šepot, a přestože není nijak cítit, z jejího stínu se line pronikavý, pižmovitý pach jako z kůže hada.
Nikdy toho moc nenamluví a její stín je smrdutý. V Knize Endless Nights se dozvídáme, že současné Zoufalství je až druhým aspektem, první zemřelo kdysi dávno a bylo velmi podobné.
Její říše je plná zrcadel z celého světa. Ty však neodráží její odraz, ale jsou jakoby okna vedoucí ke každému zrcadlu v našem světě. Čas od času, když se zahledíte do zrcadla, ucítíte jak se vám do srdce zahákl její háček. 

### Delirium
Delirium je nejmladší z Věčných a kdysi bývala aspektem Radosti (Delight). Proč se z ní stalo Delirium, to neví dokonce ani sám Osud. Jsou prostě věci, které ve své knize nemá. Je zobrazovaná jako malá dívka, oblečená do výstředního oblečení, hrajícího všemi barvami. Každé její oko je má jinou barvu, jedno zelené a druhé modré. Její království je groteskní místo s neustále se chaoticky měnícími barvami, plné zvláštních předmětů roztodivných tvarů, včetně slunečních hodin s nápisem "Tempus Frangit" (variace na latinské "Tempus Fugit"). 

## Vydané tituly
České verze vycházejí v nakladatelství a vydavatelství Crew. V roce 2024 se v Crwi rozhodli vydat Sandmana znovu, a to ve třech vydáních: základní verze v napodobenině kůže, limitovaná číslovaná verze v šedo-stříbrné napodobenině kůže (bylo vyrobeno 250 kusů) a superlimitovaná číslovaná edice v pravé kůži s podpisy autorů. Každá verze je opatřena pouzdrem a obsahuje speciální kresbu od Bryana Talbota pouze pro toto vydání (bylo vyrobeno 30 kusů). První svazek obsahuje původní knihy až 5. 
| Číslo knihy | Originální název       | Český název         | Sešitový obsah                                          | Vydáno v USA | Vydáno v ČR | Stručný popis |
| ----------- | ---------------------- | ------------------- | ------------------------------------------------------- | ------------ | ----------- | --- |
| 1           | Preludes and Nocturnes | Preludia a Nokturna | Sandman (vol. 2) #1-8                                   | 1988 - 1989  | 2002        | Pán snů je uvězněn čarodějem,jsou mu ukradeny symboly jeho úřadu, jeho říše chátrá. Musí se tedy osvobodit a dát vše do pořádku. |
| 2           | Doll's House           | Domeček pro panenky | Sandman (vol. 2) #9-16                                  | 1989-1990    | 2003        | Pán Snů se musí vypořádat s dalšími nástrahami. Při obnově své říše zjišťuje, že mu unikly některé noční můry a musí je proto dostat zpět. Navíc se objevil snový Vír, který může zničit celý svět. Paralelně se zde odehrává příběh Rose Walkerové, která hledá svého dávno ztraceného bratra.    |
| 3           | Dream Country          | Krajina snů         | Sandman (vol. 2) #17-20                                 | 1990         | 2005        | Čtyři hrůzyplné příběhy. O spisovateli který má doma múzu, o čem kočky sní, o první části dohody Shakespeara a Morfea a o tom, jaké to je když nechcete být nesmrtelnou zrůdou a přesto jí jste. Obsahuje také původní scénář k povídce Calliopé.                                                  |
| 4           | Season of Mists        | Údobí mlh           | Sandman (vol. 2) #21-28                                 | 1990-1991    | 2005        | Smrt přesvědčí Sandmana, že uvrhnout Nadu na tisíce let do bolesti v Pekle jen protože zranila jeho pýchu a odmítla ho, nebylo správné. Sen se proto rozhodne vydat se do Pekla, přesto že mu Lucifer kdysi dávno slíbil, že ho zničí.                                                             |
| 5           | A Game of You          | Hra o tebe          | Sandman (vol. 2) #32-37                                 | 1991-1992    | 2006        | Jaké to je, když se vaše sny stanou skutečností? To se v této knize dozví Barbie, kterou její vlastní snový život začne žádat o pomoc. |
| 6           | Fables and Reflections | Báje a odlesky I.   | Sandman (vol. 2) #29-31, #38-39 a Vertigo Preview No. 1 | 1991-1993    | 2008        | Soubor krátkých povídek, většina z dob před Hrou o Tebe, jiné povídky z různých speciálů |
| 6           | Fables and Reflections | Báje a odlesky II.  | Sandman (vol. 2) #40 #50, Sandman Special #1            | 1991-1993    | 2008        | Soubor krátkých povídek, většina z dob před Hrou o Tebe, jiné povídky z různých speciálů |
| 7           | Brief Lives            | Krátké životy       | Sandman (vol. 2) #41-49                                 | 1992-1993    | 2009        | Nejmladší z Věčných Delirium přemluví Sen, aby jí pomohl najít ztraceného bratra Zkázu, který svůj úřad opustil před třemi tisíci lety. Skrze toto hledání dojde k rozřešení bolestivého vztahu Sandmana s jeho synem Orfeem.                                                                      |
| 8           | World's End            | Konec světů         | Sandman (vol. 2) #51-56                                 | 1993         | 2010        | Chyceni ve víru bouře reality zamíří poutníci v čase, mýtu a představivosti k tajemnému hostinci. Než bouře utichne, tráví poutníci čas vyprávěním příběhů podle tradice Chaucerových Canterburských povídek.                                                                                      |
| 9           | The Kindly Ones        | Blahovolné          | Sandman (vol. 2) #57-69                                 | 1994-1995    | 2011        | Tři, co jsou jedna - Erínye - pomstí pokrevní hřích. Vyvrcholení série. |
| 10          | The Wake               | Tryzna              | Sandman (vol. 2) #70-75                                 | 1995-1996    | 2012        | Epilog k sérii. |
| 11          | Endless Nights         | Věčné noci          | Sandman: Endless Nights                                 | 2003         | 2013        | Po několika letech se fanouškům podařilo přemluvit Neila Gaimana aby napsal ještě alespoň jednoho Sandmana. Výsledkem je tato kniha, ve které najdeme sedm příběhů o každém z Věčných. První komiks vůbec, co se dostal na New York Bestseller List.                                               |
| 0           | Overture               | Předehra            | Sandman: Overture #1-6                                  | 2016         | 2016        | Po pětadvaceti letech od vydání prvního sešitu se vrací zachmuřený hrdina v zbrusu novém příběhu! Příběhu, který předchází událostem první knihy a ve kterém musí Sandman zjistit, kdo zabil jeden z jeho aspektů... a taky zabránit konci vesmíru. A co horšího - musí se setkat se svými rodiči! |
|             | Dream Hunters          | Lovci snů           | Sandman: The Dream Hunters #1-4                         | 2008-2009    | 2015        | Komiksová adaptace prozaické novely odehrávající se ve starém Japonsku |